# 彼得·瓦尔特
彼得·瓦尔特（德語：Peter Walter，1954年12月5日—），出生在柏林，德裔美国生物化学家和分子生物学家。自1983年以来，他在加利福尼亚大学旧金山分校任教授，自1997年以来为霍华德·休斯医学研究所成员。

## 教育
沃尔特获得了柏林自由大学化学专业的学士学位， 范德堡大学有机化学专业的硕士学位，和洛克菲勒大学的生物化学专业的博士学位。 他目前是加利福尼亚大学旧金山分校（UCSF）的生物化学和生物物理学系教授和前任主席。

## 工作
他的研究包括运输蛋白质的折叠和调节形成的细胞器和细胞膜的融合，他被选为美国国家科学院院士和德国利奥波第那科学院院士。 

## 荣誉
- 2009年，他获得了加拿大盖尔德纳国际奖。
- 2014年，他與森和俊一同獲得邵逸夫生命科學與醫學獎與拉斯克基礎醫學獎。
- 2018年，他获得了生命科学突破奖[3]。